# Arbeitsgericht Flensburg

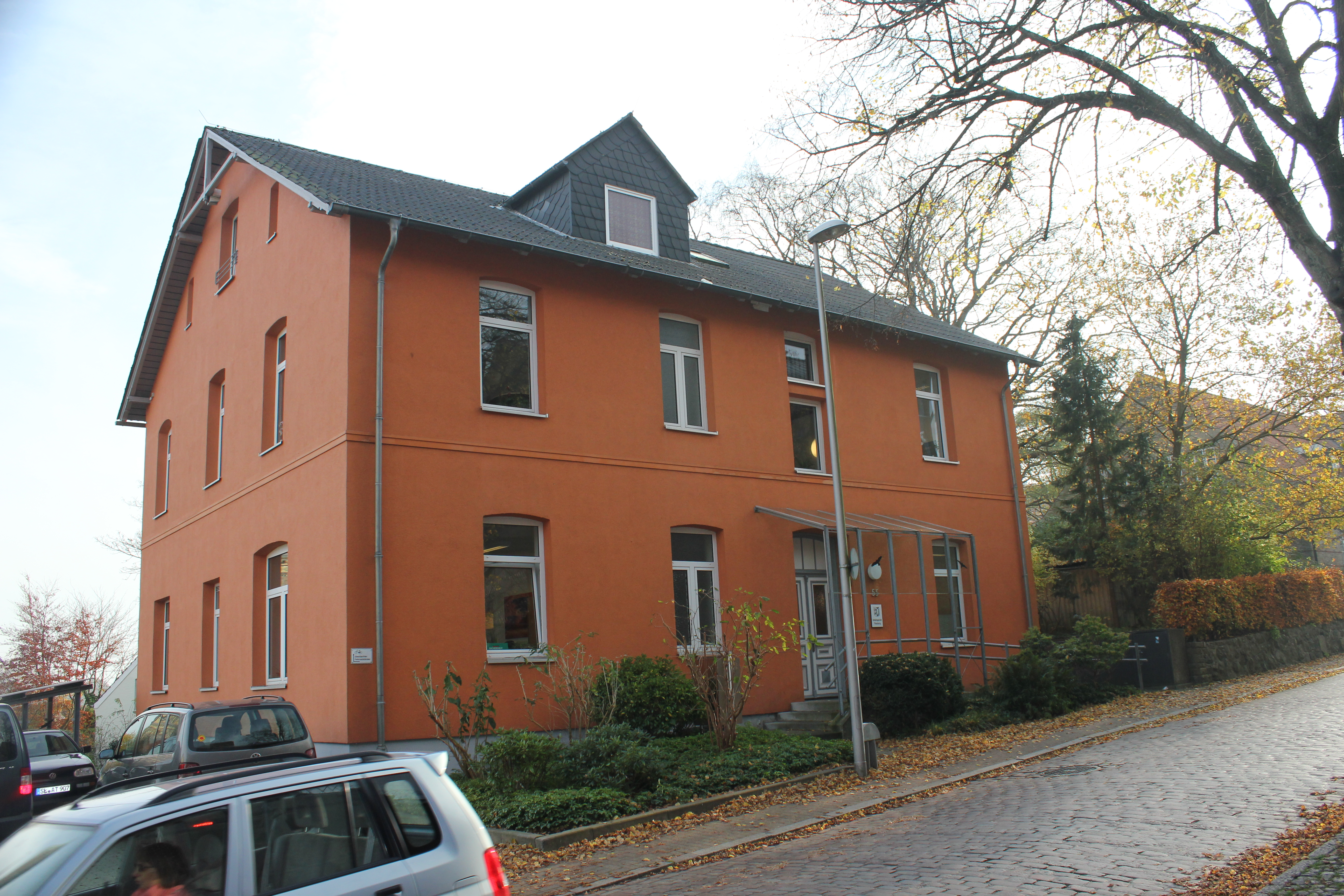
Gebäude des Arbeitsgerichts Flensburg, Südergraben 22

Das Arbeitsgericht Flensburg ist ein Gericht der Arbeitsgerichtsbarkeit im Bezirk des in Kiel angesiedelten Landesarbeitsgerichtes (LAG) Schleswig-Holstein.

## Gerichtssitz und -bezirk
Sitz des Gerichts ist die Stadt Flensburg. Es besteht eine Nebenstelle im Gebäude des Amtsgerichtes Husum. Diese Nebenstelle in Husum trat an die Stelle des aufgehobenen Arbeitsgerichts Husum.
Der Gerichtsbezirk umfasst die Stadt Flensburg sowie die Kreise Schleswig-Flensburg und Nordfriesland. Er ist ungefähr 4210 km2 groß. In ihm leben etwa 451.000 Einwohner.
Schleswig-Holsteins Justizministerin Kerstin von der Decken plante im Herbst 2024, Teile der Fachgerichtsbarkeit an einem Ort zu konzentrieren. Alle Arbeits- und Sozialgerichte in der Fläche würden dazu geschlossen und an einem noch zu bestimmenden Standort zusammengezogen. Es gäbe bei den Gerichtsgebäuden einen erheblichen Sanierungsstau, zudem sei es schwierig, die Organisationseinheiten personell aufrechtzuerhalten.

## Gebäude
Das Arbeitsgericht Flensburg ist im Gebäude Südergraben 22, 24937 Flensburg untergebracht. Es verfügt über eine Nebenstelle in Husum. Die Sitzungen der Nebenstelle finden dort im Gebäude des Amtsgerichtes Husum, Theodor-Storm-Straße 5, 25813 Husum, statt.

## Übergeordnete Gerichte
Dem Arbeitsgericht Flensburg unmittelbar übergeordnet ist als zuständiges Landesarbeitsgericht (LAG) das Landesarbeitsgericht Schleswig-Holstein in Kiel. Diesem übergeordnet ist des Bundesarbeitsgericht (BAG).

## Geschichte
Gemäß Arbeitsgerichtsgesetz vom 23. Dezember 1926 wurden in Deutschland Arbeitsgerichte gebildet. Diese waren nur in der ersten Instanz organisatorisch selbstständige Gerichte, die Landesarbeitsgerichte waren den Landgerichten zugeordnet. Am Landgericht Kiel entstand so 1927 das Landesarbeitsgericht Kiel als eines von drei Landesarbeitsgerichten im Bezirk des Oberlandesgerichts Kiel. In Flensburg entstand das Arbeitsgericht Flensburg. Sein Sprengel umfasste die Bezirke der Amtsgerichte Flensburg, Kappeln, Leck und Schleswig. Es bestand jeweils eine Kammer für Arbeiter, für Angestellte und für Handwerk.
Nach der Besetzung Deutschlands durch die Alliierten wurden 1945 zunächst alle Gerichte geschlossen. Die ordentlichen Gerichte wurden schon bald wieder eröffnet, während die Arbeitsgerichte zunächst nicht wieder eingerichtet wurden, so dass arbeitsgerichtliche Streitigkeiten von den ordentlichen Gerichten erledigt werden mussten. Gemäß Kontrollratsgesetz 21 sollten in Deutschland Arbeitsgerichte aufgebaut werden. Bei den Beratungen über die Umsetzung wurde als Maßstab gewählt, dass die Bezirke der Arbeitsgerichte denen der Arbeitsämter entsprechen sollten. Danach wurde das Arbeitsgericht Flensburg neu gebildet.